# Sabicea purpurea
Sabicea purpurea är en måreväxtart som beskrevs av Achille Richard. Sabicea purpurea ingår i släktet Sabicea och familjen måreväxter. Inga underarter finns listade i Catalogue of Life.